# Ismaël Gharbi
Pour les articles homonymes, voir Gharbi.
Ismaël Gharbi (arabe : إسماعيل الغربي), né le 10 avril 2004 à Paris, est un footballeur tunisien qui évolue au poste de milieu offensif au SC Braga.

## Biographie

### En club
Gharbi commence sa carrière au Paris FC en 2010. Il représente la France à la Danone Nations Cup de 2015 avec notamment Hannibal Mejbri. Il rejoint le centre de formation du Paris Saint-Germain en 2016. En 2020, il fait partie de l'équipe du PSG qui participe à la coupe internationale Alkass au Qatar, terminant à la troisième place. Il marque cinq buts tout au long du tournoi ; un doublé contre Kashiwa Reysol en phase de groupes, un but contre le Zénith Saint-Pétersbourg en quart de finale, un contre l'Inter Milan en demi-finale et un autre contre l'Académie Mohammed VI lors du match pour la troisième place.
En avril 2021, Gharbi est inclus dans l'équipe du Paris Saint-Germain pour le quart de finale aller de Ligue des champions contre le Bayern Munich, une éventuelle victoire (3-2) des Parisiens à l'Allianz Arena. Le 14 juillet, il marque un but lors de sa première apparition dans l'équipe senior du PSG, une victoire (4-0) en amical contre Le Mans au Camp des Loges.
Le 1er août 2021, Gharbi fait ses débuts professionnels, remplaçant lors d'une défaite (1-0) au Trophée des champions 2021 contre LOSC Lille. Ses débuts en coupe de France ont lieu le 19 décembre lors d'une victoire (3-0) sur l'Entente Feignies Aulnoye. Le 8 août 2022, Gharbi fait sa toute première apparition en Ligue 1, remplaçant lors d'un match nul (2-2) avec l'Espérance sportive Troyes au Parc des Princes. Il signe son premier contrat professionnel avec le Paris Saint-Germain le 17 juin, un contrat de trois ans jusqu'au 30 juin 2025.
Le 1er septembre 2023, il est prêté une saison sans option d'achat au club suisse du Stade Lausanne Ouchy, récemment promu en Super League,,.
Le 31 août 2024, il quitte définitivement le Paris Saint-Germain pour s'engager au SC Braga pour environ cinq millions d'euros, néanmoins le PSG rajoute une clause de rachat dans son contrat[réf. nécessaire].

### En sélection
Gharbi naît en France d'un père tunisien et d'une mère espagnole, et est donc éligible pour représenter la France, l'Espagne et la Tunisie. Il est appelé par l'équipe de France des moins de 17 ans. La Fédération tunisienne de football fait de son côté des efforts pour convaincre Gharbi de représenter la Tunisie. En 2021, il est appelé à jouer avec l'équipe de France des moins de 18 ans pour le Tournoi international de Limoges.
En février 2022, Gharbi est appelé chez les moins de 18 ans d'Espagne. En juin, il représente l'Espagne aux Jeux méditerranéens de 2022 à Oran.

## Style de jeu
Gharbi est un joueur polyvalent. En effet, bien que principalement un milieu de terrain offensif, il peut également jouer en tant que milieu de terrain large et central[réf. nécessaire].
Gharbi est habile pour les coups francs et possède un bon contrôle du ballon. Tout en étant capable de marquer lui-même, il a la capacité de faire marquer les autres. 

## Statistiques
| Saison                | Club                        | Championnat           | Championnat | Championnat | Championnat | Coupe nationale | Coupe nationale | Coupe nationale | Coupe de la Ligue | Coupe de la Ligue | Coupe de la Ligue | Supercoupe | Supercoupe | Supercoupe | Compétition(s) continentale(s) | Compétition(s) continentale(s) | Compétition(s) continentale(s) | Compétition(s) continentale(s) | Total | Total | Total |
| Saison                | Club                        | Division              | M.          | B.          | P.d.        | M.              | B.              | P.d.            | M.                | B.                | P.d.              | M.         | B.         | P.d.       | Comp.                          | M.                             | B.                             | P.d.                           | M.    | B.    | P.d.  |
| 2020-2021             | Paris Saint-Germain         | Ligue 1               | -           | -           | -           | -               | -               | -               | -                 | -                 | -                 | -          | -          | -          | C1                             | 0                              | 0                              | 0                              | 0     | 0     | 0     |
| 2021-2022             | Paris Saint-Germain         | Ligue 1               | 1           | 0           | 0           | 2               | 0               | 0               | -                 | -                 | -                 | 1          | 0          | 0          | C1                             | -                              | -                              | -                              | 4     | 0     | 0     |
| 2022-2023             | Paris Saint-Germain         | Ligue 1               | 6           | 0           | 0           | 2               | 0               | 1               | -                 | -                 | -                 | -          | -          | -          | C1                             | 0                              | 0                              | 0                              | 8     | 0     | 1     |
| 2023-2024             | Paris Saint-Germain         | Ligue 1               | 0           | 0           | 0           | -               | -               | -               | -                 | -                 | -                 | -          | -          | -          | C1                             | -                              | -                              | -                              | 0     | 0     | 0     |
| Sous-total            | Sous-total                  | Sous-total            | 7           | 0           | 0           | 4               | 0               | 1               | -                 | -                 | -                 | 1          | 0          | 0          | -                              | 0                              | 0                              | 0                              | 12    | 0     | 1     |
| 2023-2024             | Stade Lausanne Ouchy (prêt) | Super League          | 29          | 6           | 6           | 2               | 1               | 0               | -                 | -                 | -                 | -          | -          | -          | -                              | -                              | -                              | -                              | 31    | 7     | 6     |
| 2024-2025             | SC Braga                    | Liga Portugal         | 22          | 4           | 3           | 4               | 0               | 1               | 1                 | 0                 | 0                 | -          | -          | -          | C3                             | 7                              | 0                              | 0                              | 34    | 4     | 4     |
| Total sur la carrière | Total sur la carrière       | Total sur la carrière | 58          | 10          | 9           | 10              | 1               | 2               | 1                 | 0                 | 0                 | 1          | 0          | 0          | -                              | 7                              | 0                              | 0                              | 77    | 11    | 11    |

## Palmarès

### Paris Saint-Germain
- Ligue 1 (2)
  - Champion en 2022 et 2023
- Trophée des champions
  - Finaliste en 2021